# Toshikatsu Matsuoka

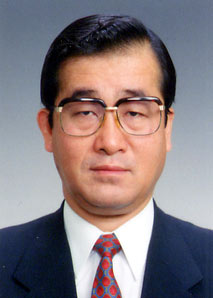
Toshikatsu Matsuoka

Toshikatsu Matsuoka (Japans: 松岡 利勝, Matsuoka Toshikatsu) (Aso (Kumamoto), 25 februari 1945 – Tokio, 28 mei 2007) was een Japans politicus van de LDP. Hij diende als minister van Landbouw, Bosbouw en Visserij in het kabinet-Abe I van 26 september 2006 tot aan zijn dood op 28 mei 2007. Matsuoka pleegde zelfmoord op 28 mei 2007 door zichzelf op te hangen. Hij overleed uiteindelijk aan zijn verwondingen in het ziekenhuis. Kort voor zijn dood werd hij beschuldigd van gesjoemel met declaraties van politieke donaties en andere financiële schandalen.
- Gemeinsame Normdatei: 135791669
- International Standard Name Identifier: 0000 0000 5556 4461
- Library of Congress Control Number: nr93043873
- Bibliotheek van het Japanse parlement: 00263769
- Trove: 1494263
- Virtual International Authority File: 26941892
- WorldCat: E39PBJfGR3jr9yPfHrGvwXQ8YP